# Larry Williams
Lawrence Eugene "Larry" Williams, född 10 maj 1935 i New Orleans, död 7 januari 1980 i Los Angeles, var en amerikansk rockartist.
Williams, som bl.a. gav ut skivor på märket Specialty under 50-talet har för eftervärlden främst blivit känd genom att flera av hans låtar spelats in bl.a. The Beatles och The Rolling Stones. Bland hans mest kända låtar märks :             "Dizzy Miss Lizzy", "Short Fat Fannie"; "Slow Down", "Bad Boy" och "Bony Moronie". 
Williams popularitet dalade efter 50-talet och han drogs mer och mer in i kriminella aktiviteter. 1980 hittades han död av en skottskada i Los Angeles, oklart varför.